# Metalurgia

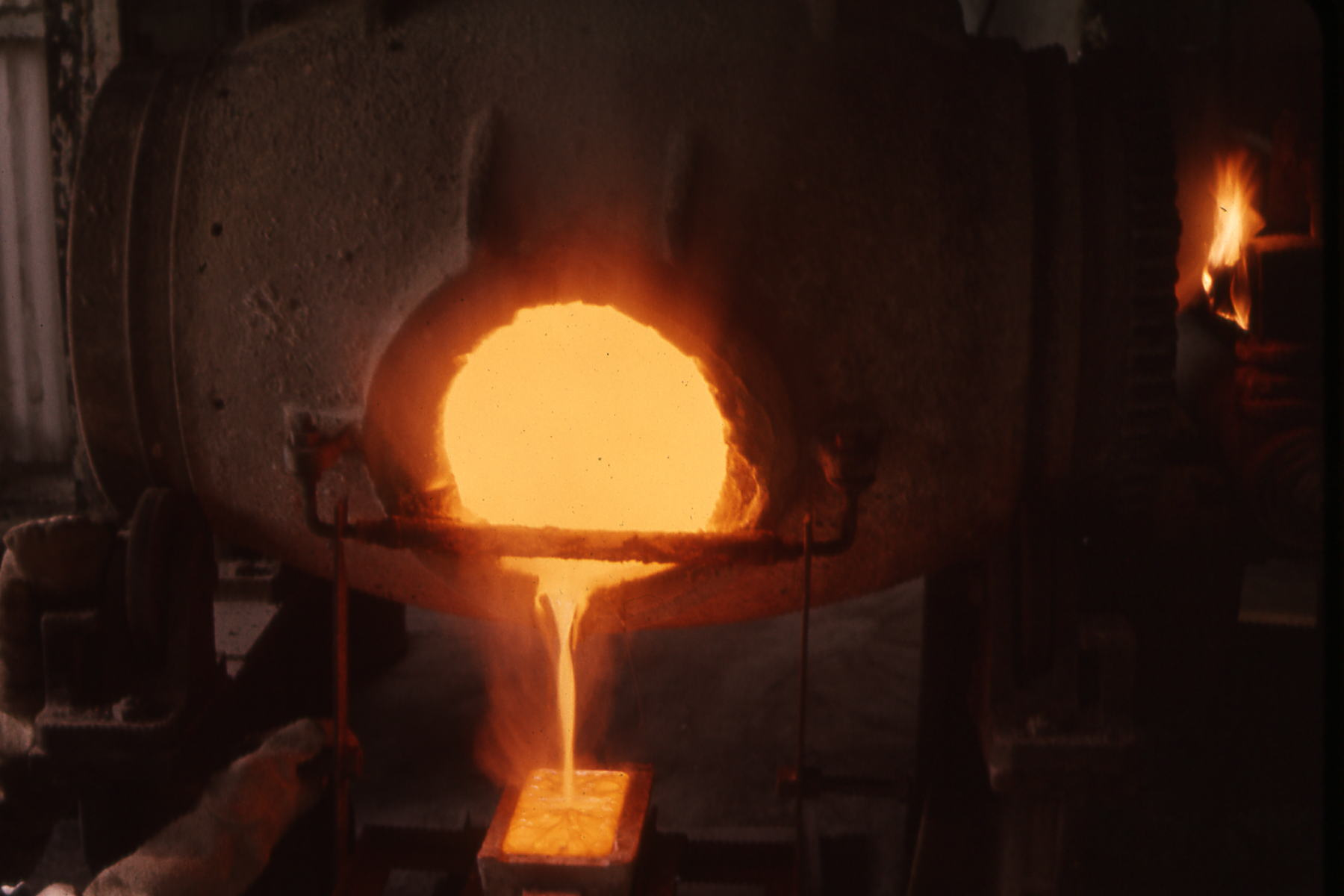
Odlewanie

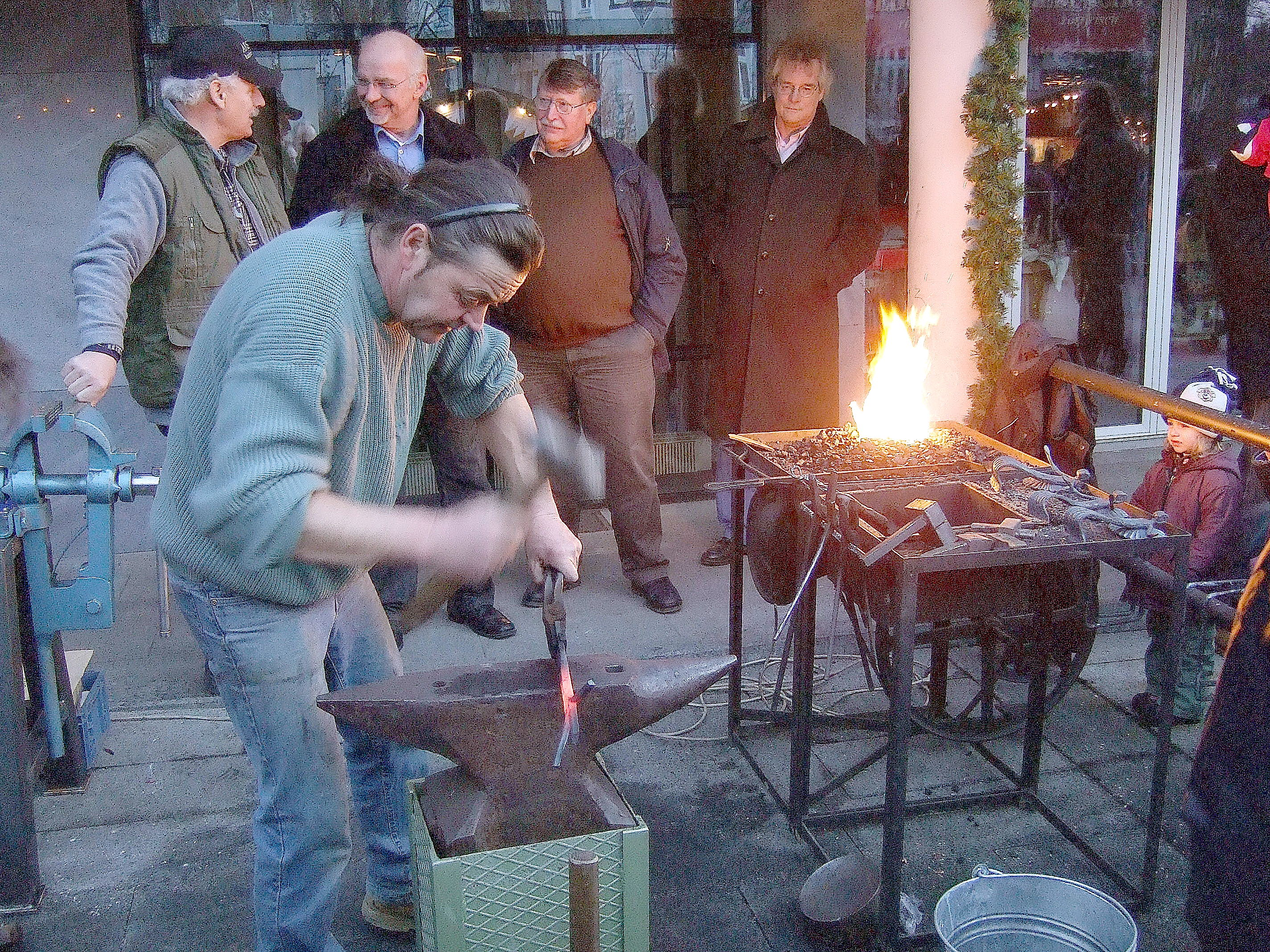
Kowal przy pracy

Metalurgia (z gr. μέταλλον 'kopalnia, szyb, kamieniołom, metal' i ἔργον 'praca, dzieło') – nauka o metalach obejmująca, między innymi, obróbkę plastyczną, odlewnictwo, metaloznawstwo i metalurgię ekstrakcyjną. Przedmiotem badań metalurgii jest obróbka rud metali aż do produktu końcowego (kabel miedziany, drzwi samochodowe, kształtownik aluminiowy).
W języku potocznym utożsamiana jest często z hutnictwem, przy czym to ostatnie zajmuje się wyłącznie metalurgią ekstrakcyjną. Obecnie procesy ekstrakcji metali stanowią niewielki odsetek przedmiotów badań metalurgii, która skupia się głównie na przetwórstwie metali, czyli wytwarzaniu przedmiotów użytkowych.

## Historia metalurgii
Metalurgia jako nauka zaistniała w XV wieku. Za pierwszy opis metalurgii uznaje się niemieckie dzieło De re metallica libri XII, omawiające problematykę przerobu rud srebra, cyny i ołowiu.
Pierwszym centrum metalurgicznym były Rudawy (Góry Kruszcowe) na pograniczu Czech i Niemiec. Pierwsza na świecie akademia górnicza (Bergakademie) powstała we Freibergu w Saksonii w 1765, a jej absolwenci rozpowszechniali tę naukę w innych regionach (m.in. byli założycielami Akademii Górniczo-Hutniczej w Krakowie).
W wyniku odkrywania coraz to nowych pierwiastków metalurgia przestała się ograniczać do produkcji surowych metali. Coraz bardziej istotna zaczęła być czystość metalu oraz jego ewentualne połączenia z innymi (czyli stopy).
Jednym z najważniejszych historycznych osiągnięć metalurgii jest produkcja czystej miedzi, co umożliwiło rozwój elektroniki.
Dostęp do energii elektrycznej otworzył także nowe możliwości w uzyskiwaniu metali, co doprowadziło do powstania elektrometalurgii, wspomaganej przez hydrometalurgię. Równolegle do rozwoju metalurgii ekstrakcyjnej rozwijała się obróbka metali. Oprócz tradycyjnego kucia powstawały nowe technologie, w tym walcowanie, wyciskanie i ciągnienie. Dla metali i stopów o niewystarczających własnościach mechanicznych stosuje się technologie odlewu. Odlewami są zazwyczaj również produkty o skomplikowanych formach. Badaniem własności stopów i metali zajmuje się metaloznawstwo.